# Maddenia lapidaria
Maddenia lapidaria è un mammifero estinto, appartenente agli astrapoteri. Visse nell'Oligocene inferiore (circa 33 - 32 milioni di anni fa) e i suoi resti fossili sono stati ritrovati in Sudamerica.

## Descrizione
Questo animale era di piccole dimensioni se rapportato agli altri astrapoteri di poco successivi, e doveva avere l'aspetto e le dimensioni di un piccolo tapiro. Maddenia possedeva alcune caratteristiche dentarie simili a quelle degli astrapoteri successivi, come i molari superiori dotati di cristae ben sviluppate, l'assenza del secondo premolare inferiore e la presenza di ipoflexidi superficiali nei molari e nei premolari. Tuttavia Maddenia era caratterizzato anche da alcune peculiarità, come i premolari superiori altamente molarizzati (i più molarizzati di qualunque altro astrapoterio noto). 

## Classificazione
Maddenia è considerato un rappresentante relativamente arcaico della famiglia Astrapotheriidae, ma comunque più derivato di Astraponotus. L'ipoflexide moderatamente profondo su molari e premolari di Maddenia è considerata la condizione ancestrale degli astrapoteriidi più recenti, che poi ridurranno completamente questa struttura (negli Uruguaytheriinae) o la svilupperanno verticalmente (negli Astrapotheriinae, come Astrapotherium e Astrapothericulus). 
Maddenia lapidaria venne descritto per la prima volta nel 2009, sulla base di resti fossili ritrovati nelle scogliere meridionali del lago Colhue Huapi, nella provincia di Chubut in Argentina. 